# Tuffi ai campionati mondiali di nuoto 2013 - Trampolino 1 metro femminile
La competizione di tuffi dal trampolino 1 metri femminile dei campionati mondiali di nuoto 2013 si è svolta in due fasi. Il turno eliminatorio, a cui hanno partecipato 39 atlete, si è svolto nel pomeriggio del 21 luglio. Le migliori dodici hanno gareggiano per le medaglie nella finale che tenutasi nel pomeriggio del 23 luglio.

## Medaglie
| Posizione | Atlete         | Paese  |
| --------- | -------------- | ------ |
| Oro       | He Zi          | Cina   |
| Argento   | Tania Cagnotto | Italia |
| Bronzo    | Wang Han       | Cina   |

## Risultati
In verde sono indicate le atlete ammesse alla finale.
| Pos. | Atlete              | Nazionalità   | Eliminatorie | Eliminatorie | Finale    | Finale |
| Pos. | Atlete              | Nazionalità   | Punti        | Pos.         | Punti     | Pos.   |
| ---- | ------------------- | ------------- | ------------ | ------------ | --------- | ------ |
|      | He Zi               | Cina          | 287.70       | 1            | 307.10    | 1      |
|      | Tania Cagnotto      | Italia        | 284.85       | 2            | 307.00    | 2      |
|      | Wang Han            | Cina          | 284.00       | 3            | 297.75    | 3      |
| 4    | Dolores Hernández   | Messico       | 252.85       | 8            | 272.40    | 4      |
| 5    | Pamela Ware         | Canada        | 261.45       | 6            | 265.10    | 5      |
| 6    | Tina Punzel         | Germania      | 260.60       | 7            | 264.50    | 6      |
| 7    | Daria Govor         | Russia        | 250.80       | 9            | 256.45    | 7      |
| 8    | Uschi Freitag       | Paesi Bassi   | 239.55       | 10           | 254.60    | 8      |
| 9    | Cheong Jun Hoong    | Malaysia      | 265.25       | 4            | 245.70    | 9      |
| 10   | Brittany Broben     | Australia     | 239.20       | 11           | 241.85    | 10     |
| 11   | Deidre Freeman      | Stati Uniti   | 263.00       | 5            | 236.30    | 11     |
| 12   | Daniella Nero       | Svezia        | 237.15       | 12           | 206.15    | 12     |
| 16.5 | H09.5               |               |              |              | 00:55.635 | O      |
| 13   | Chan Sharon         | Hong Kong     | 233.15       | 13           |           |        |
| 14   | Samantha Pickens    | Stati Uniti   | 232.65       | 14           |           |        |
| 15   | Anastasiia Nedobiga | Ucraina       | 230.05       | 15           |           |        |
| 16   | Arantxa Chávez      | Messico       | 228.85       | 16           |           |        |
| 17   | María Betancourt    | Venezuela     | 228.80       | 17           |           |        |
| 18   | Maddison Keeney     | Australia     | 225.50       | 18           |           |        |
| 19   | Hannah Starling     | Gran Bretagna | 224.75       | 19           |           |        |
| 20   | Julia Vincent       | Sudafrica     | 222.40       | 20           |           |        |
| 21   | Marion Farissier    | Francia       | 222.35       | 21           |           |        |
| 22   | Sophie Somloi       | Austria       | 221.70       | 22           |           |        |
| 23   | Maria Marconi       | Italia        | 221.55       | 23           |           |        |
| 24   | Cho Eun-Bi          | Corea del Sud | 221.50       | 24           |           |        |
| 25   | Luisa Jiménez       | Porto Rico    | 220.05       | 25           |           |        |
| 26   | Tiia Kivela         | Finlandia     | 215.95       | 26           |           |        |
| 27   | Kim Chae-Hyon       | Corea del Sud | 215.65       | 27           |           |        |
| 28   | Maria Polyakova     | Russia        | 215.45       | 28           |           |        |
| 29   | Leung Sze Man       | Hong Kong     | 214.75       | 29           |           |        |
| 30   | Diana Pineda        | Colombia      | 214.35       | 30           |           |        |
| 31   | Maxime Eouzan       | Francia       | 209.60       | 31           |           |        |
| 32   | Lei Sio I           | Macao         | 209.10       | 32           |           |        |
| 33   | Celine van Duijn    | Paesi Bassi   | 205.35       | 33           |           |        |
| 34   | Alicia Blagg        | Gran Bretagna | 205.00       | 34           |           |        |
| 35   | Nicole Gillis       | Sudafrica     | 198.70       | 35           |           |        |
| 36   | Huang En-tien       | Taipei cinese | 189.75       | 36           |           |        |
| 37   | Johanna Johannson   | Svezia        | 186.70       | 37           |           |        |
| 38   | Jenifer Benítez     | Spagna        | 185.00       | 38           |           |        |
| 39   | Lo I Teng           | Macao         | 155.40       | 39           |           |        |